# Hampton (Nueva Jersey)
Hampton es un borough ubicado en el condado de Hunterdon en el estado estadounidense de Nueva Jersey. En el año 2010 tenía una población de 1.401 habitantes y una densidad poblacional de 350,25 personas por km².

## Geografía
Hampton se encuentra ubicado en las coordenadas 40°42′31″N 74°58′03″O / 40.70861, -74.96750.

## Demografía
Según la Oficina del Censo en 2000 los ingresos medios por hogar en la localidad eran de $51,111 y los ingresos medios por familia eran $64,583. Los hombres tenían unos ingresos medios de $45,096 frente a los $32,000 para las mujeres. La renta per cápita para la localidad era de $22,440. Alrededor del 8.3% de la población estaba por debajo del umbral de pobreza.